# Jakub Majerski
Jakub Majerski (18 agosto 2000) è un nuotatore polacco, specializzato negli stili farfalla e libero.

## Biografia
Ha fatto parte della spedizione polacca ai Giochi olimpici giovanili di Buenos Aires 2018, in cui si è messo in evidenza vincendo la medaglia di bronzo nella staffetta 4x100 metri misti, con Jakub Kraska, Jan Kalusowski e Bartlomiej Koziejko.
Ha rappresentato la nazionale seniores in diverse manifestazioni internazionali, inclusi i Giochi olimpici estivi di Tokyo 2020, dove ha raggiunto il quinto posto in finale nei 100 metri farfalla, realizzando anche il nuovo primato nazionale sulla distanza, grazie al tempo di 50"92. Nei 200 metri farfalla è stato eliminato in batteria con il ventisettesimo tempo. Con la stafetta 4x100 metri mista maschile è stato eliminato con il nono tempo di batteria di 3'32"62 (nuovo record nazionale), mentre con quella mista è stato squalificato.
Agli europei in vasca corta di Kazan' 2021 ha vinto la medaglia di bronzo nei 100 metri farfalla, grazie al tempo di 49"86, chiudendo alle spalle dell'ungherese Szebasztián Szabó (49"68) e dell'italiano Michele Lamberti (49"79). È salito sul gradino più basso del podio, dietro Paesi Bassi e Italia, anche con la staffetta 4x50 m stile libero mista, con Paweł Juraszek, Alicja Tchórz e Katarzyna Wasick.
Tra il 2022 ed il 2024 conquista un argento e due bronzi europei ed due bronzi mondiale (di cui uno in vasca corta).

## Palmarès
- Mondiali

Doha 2024: bronzo nei 100m farfalla.
- Mondiali in vasca corta

Budapest 2024: bronzo nella 4x100m sl.
- Europei

Roma 2022: bronzo nei 100m farfalla.
Belgrado 2024: argento nella 4x100m misti, bronzo nei 100m farfalla.
- Europei in vasca corta

Kazan' 2021: bronzo nei 100m farfalla e nella 4x50m sl mista.
- Universiadi

Chengdu 2023: oro nei 100m farfalla, argento nei 50m farfalla e nella 4x100m misti mista.
- Giochi olimpici giovanili

Buenos Aires 2018: bronzo nella 4x100m misti.
- Europei U23

Dublino 2023: oro nella 4x100m misti mista, argento nei 100m farfalla.